# محاكمة حسم

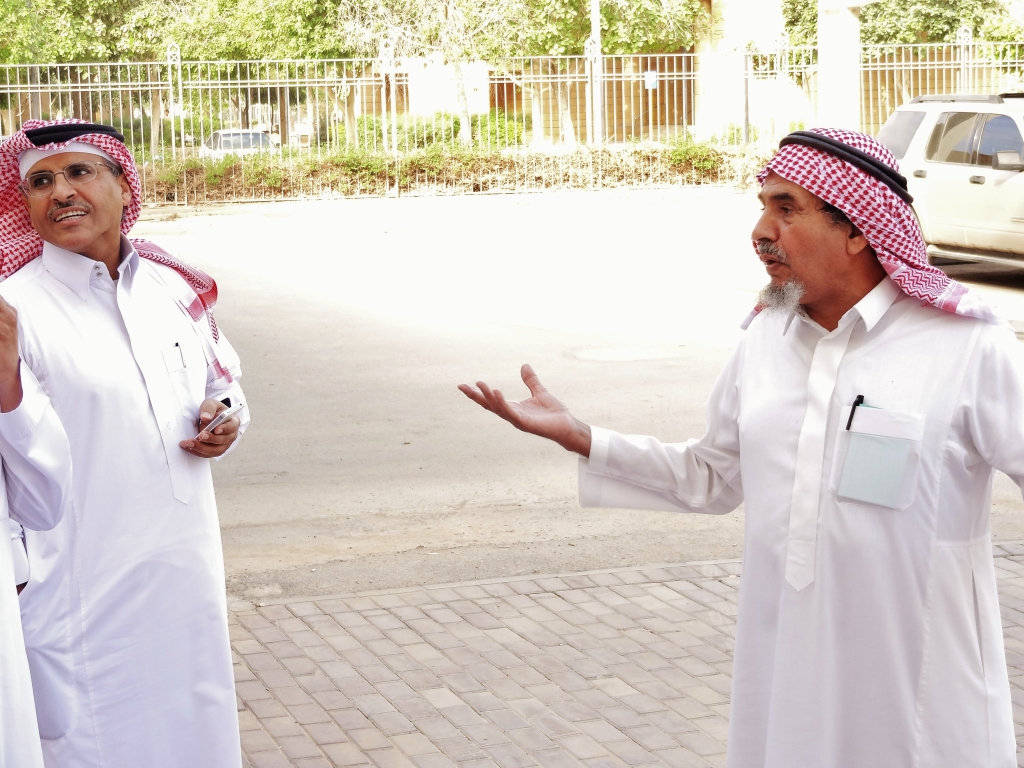
الحامد (يمين) والقحطاني (يسار) بعد الجلسة السابعة.

محاكمة حسم (أو محاكمة الأكاديمييْن كما سُميّت في الإعلام السعودي) قضية حوكم فيها اثنين من الأعضاء المؤسسين لجمعية الحقوق المدنية والسياسية في السعودية (حسم) هما د. محمد فهد القحطاني ود. عبد الله الحامد بدأت بجلستين منفصلتين لكل منها في 11 يونيو 2012 للحامد و 18 يونيو للقحطاني ثم دمجت القضيتان في نفس الجلسات. ختمت جلسات الاستماع في 29 ديسمبر. في 9 مارس 2013 حكم القاضي حماد العمر على القحطاني بالسجن 10 سنوات وعلى الحامد بالسجن 11 سنة، ومنعهما من السفر بنفس المدة بعد إطلاق سراحهما، وحل جمعية حسم ومصادرة أملاكها.

## النشاط
كان كل من محمد القحطاني وعبد الله الحامد قد اشتركا مع 9 نشطاء آخرين في أكتوبر 2009 في تأسيس جمعية حسم التي سعت لتوثيق ما أسمته بـ '«الاعتقالات التعسفية»وطالبت بإقالة وزير الداخلية حينها الأمير نايف بن عبد العزيز ونادت ببطلان البيعة له بالملك لما عُيّن وليا للعهد لأنه «أكثر الأمراء إستبداداً وأشدهم بطشاً وتعذيباً وترهيباً»، كما طالبت بالانتقال لملكية دستورية ببرلمان منتخب.
في 20 مارس 2012 استدعى الادعاء العام بـ الرياض محمد القحطاني للتحقيق في أنشطته السياسية، وفي 25 مارس فُرض عليه منع من السفر.

## التهم
شملت لائحة التهم الموجهة ضد محمد القحطاني وعبد الله الحامد: المشاركة في تأسيس جمعية غير مرخصة، والسعي إلى تقويض سياسات الدولة، وتقديم معلومات زائفة عن السعودية لآليات الأمم المتحدة المعنية بحقوق الإنسان، وتحريض المنظمات الدولية ضد السعودية وعلى انتقاد الركائز المدنية والسياسية والاقتصادية والاجتماعية والثقافية للبلاد، وتعبئة الرأي العام ضد المؤسسات الأمنية وكبار المسؤولين بإتهامهم بارتكاب انتهاكات عدة لحقوق الإنسان بما في ذلك القتل والتعذيب والاختفاء القسري، ووصم حكومة السعودية بأنها دولة بوليسية، وإتهام السلطة القضائية بالظلم، والتشكيك في نزاهة وتدين كبار العلماء الدينيين في البلاد، وإهانة المسؤولين في الدولة والتشكيك في نزاهتهم، والسعي إلى زرع الفتنة والانقسام في المجتمع، والتمرد على الحاكم وولي عهده، وإعداد وتخزين معلومات تضر بالنظام العام.
طالب الادعاء العام «بعقوبة تعزيرية بليغة بما يكفل ردعه وزجر غيره، وبمنعه من السفر.»

## المحاكمة
الجلسة الأولى
في 11 يونيو 2012 مثُل عبد الله الحامد أمام القاضي حماد العمر في المحكمة الجزئية بـ الرياض، وكان محمد القحطاني أحد الحضور فأُبلغ أن دعوى قضائية رُفعت ضده وأن الجلسة الأولى ستعقد الأسبوع القادم. في 18 يونيو عقدت المحكمة الجزئية في الرياض أولى جلسات محاكمة القحطاني وكانت -أيضاً- أمام القاضي حماد العمر وواجه فيها إحدى عشرة تهمة مشابهة لتهم الحامد كلها متعلقة بنشاطه في حقوق الإنسان، رفض القحطاني الاتهامات وقال إنهم «يتعرضون للمضايقات والتهم لأن أجهزة أمنية متورطة في الانتهاكات تحاول إسكاتهم».
الجلسة الثانية
في 1 سبتمبر عُقِدت جلسة الاستماع الثانية بعد أن دُمِجت قضية المتهمين فكانت مشتركة لكليهما، وحضر الجلسة عشرات المؤيدين، لكن القاضي سرعان ما أمر بطرد الجميع عندما بدأ بعض الحضور بنقل مجريات الجلسة وصورها عبر موقع التواصل الاجتماعي تويتر.
الجلسة الثالثة والرابعة
في 8 سبتمبر عُقِدت الجلسة الثالثة وطلب فيها المتهمان أن تستمر علانية الجلسات لأن «هذه محاكمة سياسية وخصمنا الحكومة ونحن أفراد ولا يوجد لدينا ضمانات إلا علنية المحاكمة» إلا أن القاضي أصر أن تكون تلك الجلسة سرية فوافق المتهمان شريطة أن تكون بقية الجلسات علانية لكن القاضي رفض أن يمنحهما هذا الوعد فأنسحبا. في 6 أكتوبر عقدت الجلسة الرابعة، وانضم سليمان الرشودي إلى فريق الدفاع إلا أن القاضي أصر على السرية فقرر المتهمان الانسحاب مجدداً.
الجلسة الخامسة

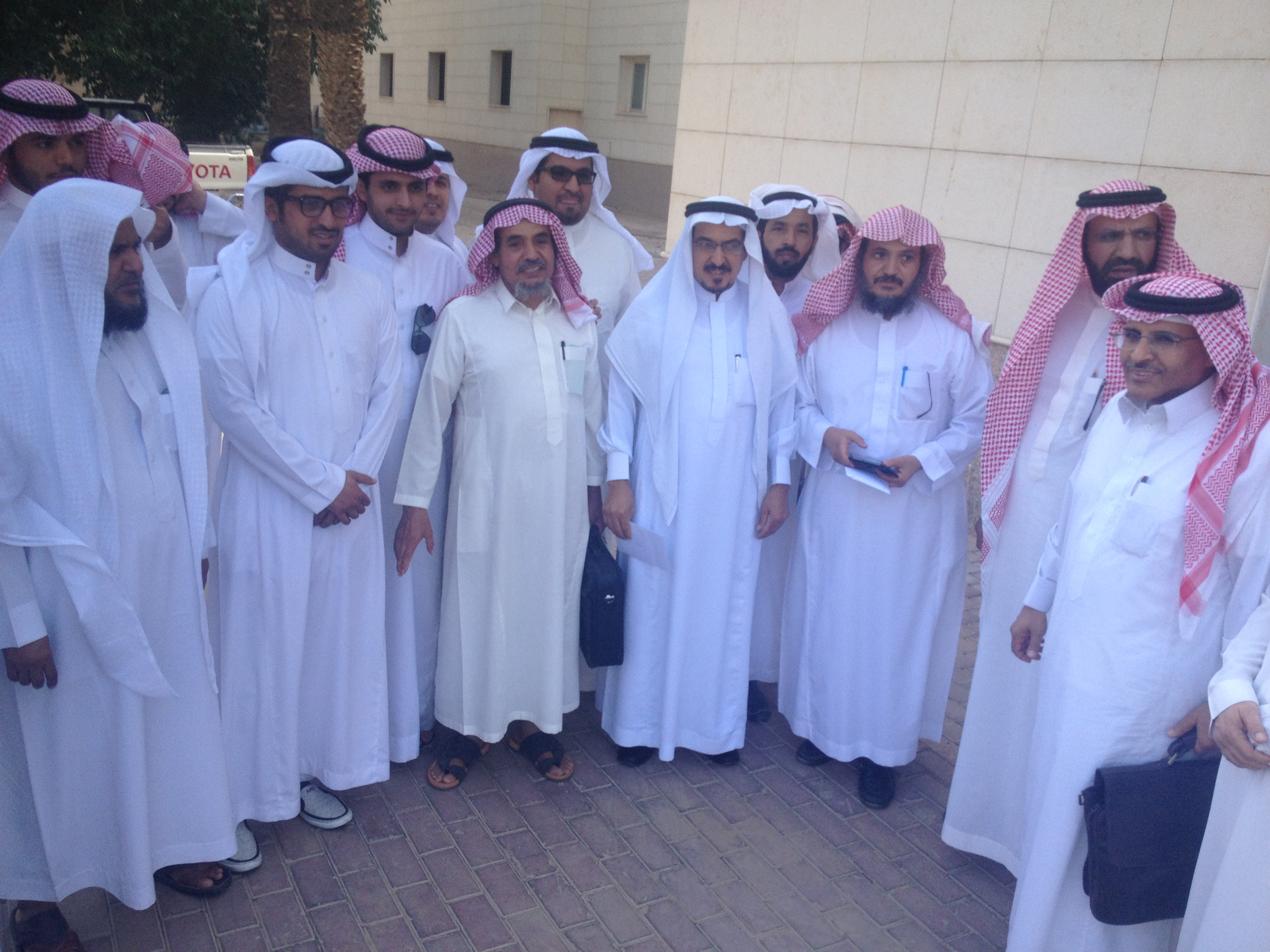
جزء ممن حضروا الجلسة الخامسة

في 10 نوفمبر عُقِدت الجلسة الخامسة ووافق فيها القاضي على علنية المحاكمة فحضرها 45 شخصاً وعدد من الصحفيين، وسُمح للمدعي العام بقراءة لائحة التهم مجدداً فأتهمَ الناشطان القاضي بمحاولة التأثير على الصحفيين. تبع ذلك مُساءلة القاضي للمتهمين عن رأيهما في حكم المظاهرات وفي «طاعة ولي الأمر».
الجلسة السادسة

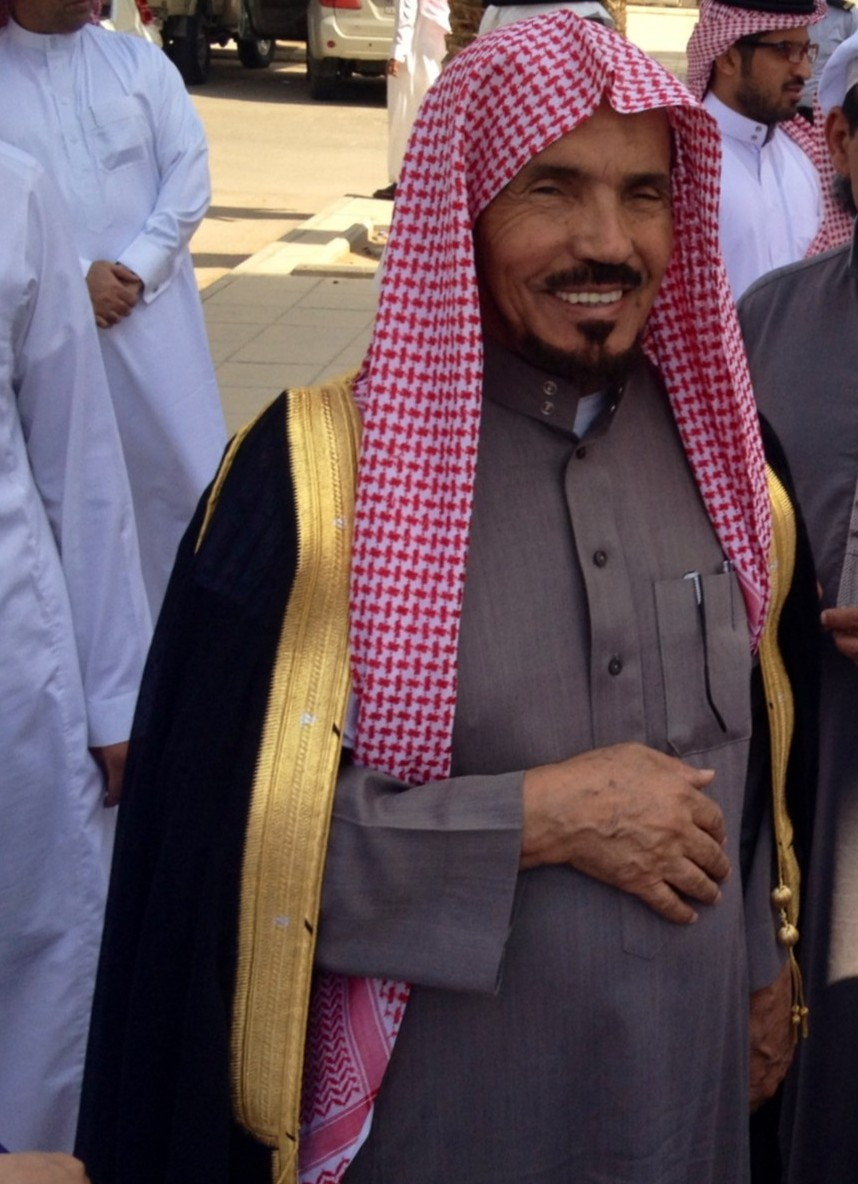
المحامي سليمان الرشودي بعد الجلسة السادسة

في 24 نوفمبر عُقِدت الجلسة السادسة علانية فحضرها 65 مؤيداً وحضر مراسلوا قناة الجزيرة وقناة سكاي نيوز وقدم فيها المتهمان دفعوهما وطالب القحطاني بإستدعاء وزير الداخلية ومدير المباحث العامة لإحدى جلسات المحاكمة لإستجوابهما ومناقشتهما فيما تدعيه جمعية حسم؛ أما الحامد فوصف الدعوى بأنها كيدية وأن من حرض عليها وزير الداخلية الأسبق الأمير نايف بن عبد العزيز. تبع ذلك مناظرة دينية بين المتهمين والقاضي.
الجلسة السابعة
في 1 ديسمبر عُقِدت الجلسة السابعة فحضرها 79 مؤيداً وحضر مراسلوا قناة الجزيرة وقناة سكاي نيوز ووكالة فرانس برس وردّ فيها المدعي العام على دفوع المتهمين، واتهم الحامد أنه "داعية ضلالة" فدار بعدها نقاش مطول مع القاضي رُفعت الجلسة لما صفّق الحضور  عندما قال الحامد للقاضي: أقسم بالله أنك إن سجنتنا 3 أشهر أو 30 سنة فلن نبالي وسنحتسبه جهاداً سلمياً وسيكمل الشباب من بعدنا المشروع".
الجلسة الثامنة
في 8 ديسمبر عُقِدت الجلسة الثامنة وأمر القاضي في بدايتها باعتقال الصحفية إيمان القحطاني لأنها قدمت «معلومات مغلوطة» للمحكمة لأن بطاقتها الصحفية تحمل اسم صحيفة لم تعد تعمل فيها، فأجابت أنها لم تقل أنها جاءت لتمثل تلك الصحيفة ثم تراجع القاضي عن قراره بعد نقاش طويل، كما هدد القاضي أن يسجن من يخرق الصمت من الحضور لـ 24 ساعة. تلى ذلك قراءة عبد الله الحامد لدفوعه على ردود المدعي، وطلباً في نهايتها مهلة لتقديم مزيد من الدفوع.
الجلسة التاسعة
في 15 ديسمبر عُقِدت الجلسة التاسعة فحضرها -لأول مرة- أكثر من 100 شخص وناب في فريق الدفاع إبراهيم المديميغ عن سليمان الرشودي (الذي اعتقل قبل الجلسة بثلاثة أيام) وقرأ فيها الحامد رداً مطولاً لأسئلة طالبه القاضي بإجابتها في الجلسة السابقة طالب المحامي عبد العزيز الحصان القاضي بالسماح بإستدعاء أربعة شهود للجلسة القادمة يؤكدون ما تذكره الجمعية، لكن القاضي قال أنه سينظر في الأمر.
الجلسة العاشرة
في 29 ديسمبر عُقِدت الجلسة العاشرة والأخيرة فحضرها 70 شخصا' وحضر مراسلوا قناة الجزيرة وقناة سكاي نيوز وعدد من الصحف المحلية وكان فيها إستجواب أخير للمتهمين. عرض القاضي مذكرة قال أنها وصلته من مجهول فرفض القحطاني الإجابة عنها وقال أنها من اختلاق المباحث. كما أعترض القحطاني على التقاء القاضي بالمدعي العام خارج جلسات المحاكمة للحصول على أدلة سرية. كما طالب الحامد أن تتاح له مجال إضافة أحد عشر دليلا ًجديداً إلى دفوعه، إلا أن القاضي قرر ان تغلق المرافعة.

## الحكم

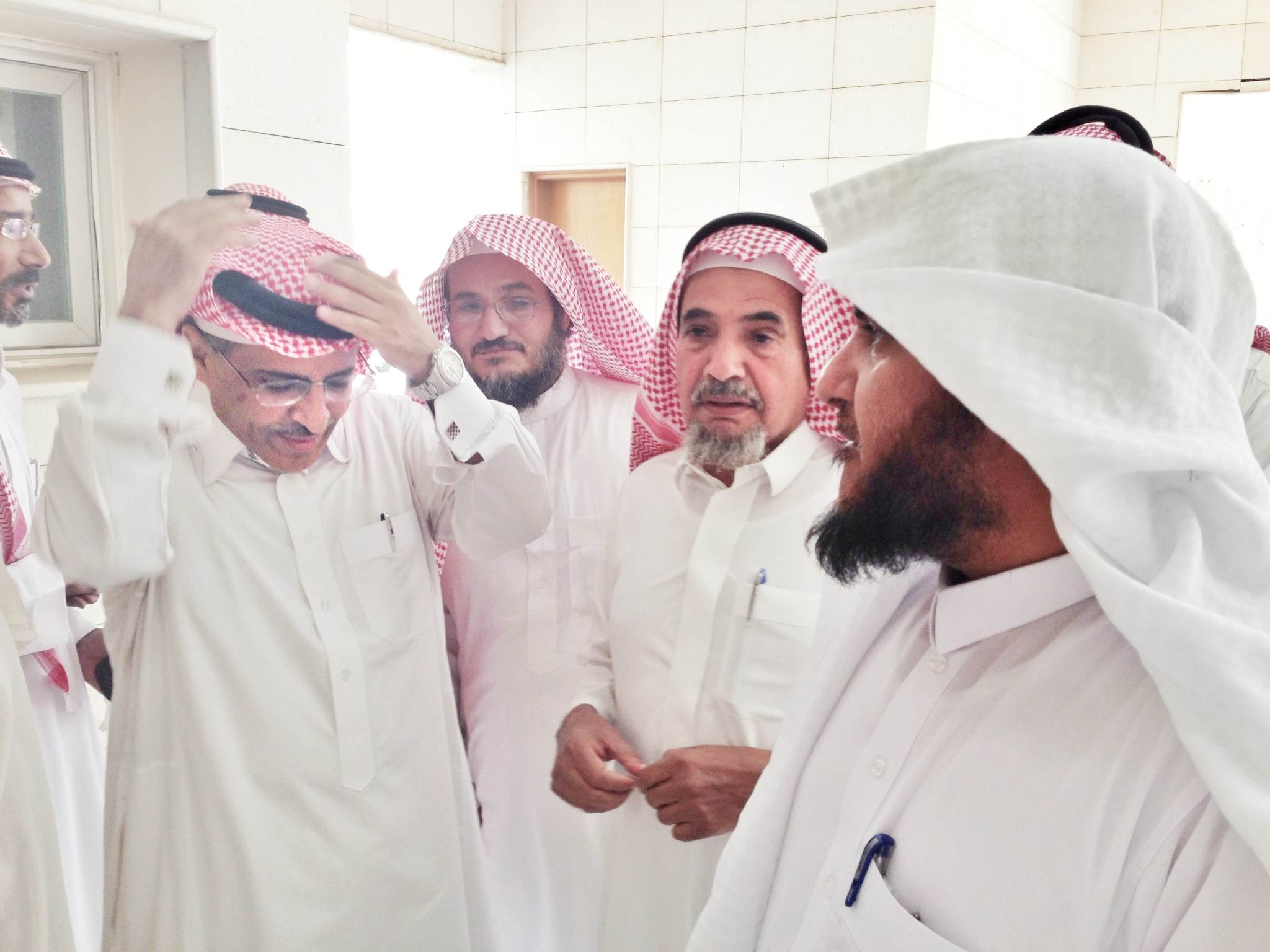
القحطاني (يسار) والحامد (الثالث من اليسار) قبيل الدخول لقاعة المحكمة في 9 مارس 2013.

حدد القاضي يوم 16 يناير 2013 موعدا للنطق بالحكم، إلا أنه تأجل في 12 يناير إلى أجل غير مسمى. في 4 مارس حُدِّد يوم 9 مارس موعدًا لجلسة النطق بالحكم، فحضر الجلسة أكثر من 150 مؤيداً حتى إمتلأت القاعة ومُنِع الباقون من الدخول وإمتلأت القاعة -لأول مرة- بقوات المهام الخاصة أدان القاضي المتهمين بـ«القول بجواز الخروج على ولاة الأمر وخروج الحاكم المستبد على الأمة» و«مراسلة جهات خارجية بشأن داخلي لم يثبت لديهم، إيهام الجميع بأن المحاكمة فكرية وسياسية، قولهم بجواز قتل النفس في المظاهرات وأنه أمر مشروع لرد الظلم»؛ وحُكم بالسجن الفوري ولخمس سنوات بحق الدكتور عبد الله الحامد مضافاً إليها المدة المتبقية من محكوميته السابقة في قضية الإصلاحيين الثلاثة ليصبح مجموع المدة المحكوم بها إحدى عشر سنة ومنعه من السفر خمس سنوات أخرى، والسجن عشر سنوات بحق الدكتور محمد بن فهد القحطاني ومنعه من السفر عشر سنوات أخرى، وحل جمعية حسم الحقوقية حالاً، ومصادرة جميع ممتلكاتها ويشمل ذلك مواقعها على شبكة الإنترنت.
انتقد محامي المتهمين عبد العزيز الحصان الحكم والإيقاف الفوري للمتهمين قبل أن يخضع للإستئناف، وقال أن في الحكم «العديد من الأخطاء القانونية، إضافة إلى محاولة الدفاع عن أخطاء السلطة التنفيذية»، كما أدانته جمعية حسم واعتبرت «أصل القضية هو انتهاكات الحكومة السعودية لحقوق الإنسان، ومحاولتنا التصدي لهذه الانتهاكات ورصدها»؛ وردا على الحكم بمصادرة أملاكها صرحت أنه «ليس للجمعية أية أموال أو أصول أو ممتلكات، وإنما تعتمد على الموقع الإلكتروني وجهود الأعضاء الطوعية».
انتقدت هيومن رايتس ووتش الحكم ووصفته بأنه «انتكاسة كبرى لحقوق الإنسان في البلاد» واعتبرت منظمة العفو الدولية الحكم دليلاً على عجز السلطات عن «التعاطي مع أي رأي مخالف» واعتبرهما الناشطين سجينا رأي يجب الإفراج عنهما «فوراً ودون شروط».